# Isidro Nonell
Isidre Nonell Monturiol (Barcelona, 30 de noviembre de 1872-Barcelona, 21 de febrero de 1911) fue un pintor y dibujante español, perteneciente al modernismo catalán.

## Vida
Nacido en Barcelona el 30 de noviembre de 1872, pertenecía a una familia relativamente acomodada. Se formó en diversas academias, entre ellas la de Luis Graner, 1889. Formó parte del grupo Els Quatre Gats, con Picasso, Rusiñol y otros. Vivió al margen de la sociedad burguesa, a la que criticaba en sus pinturas.

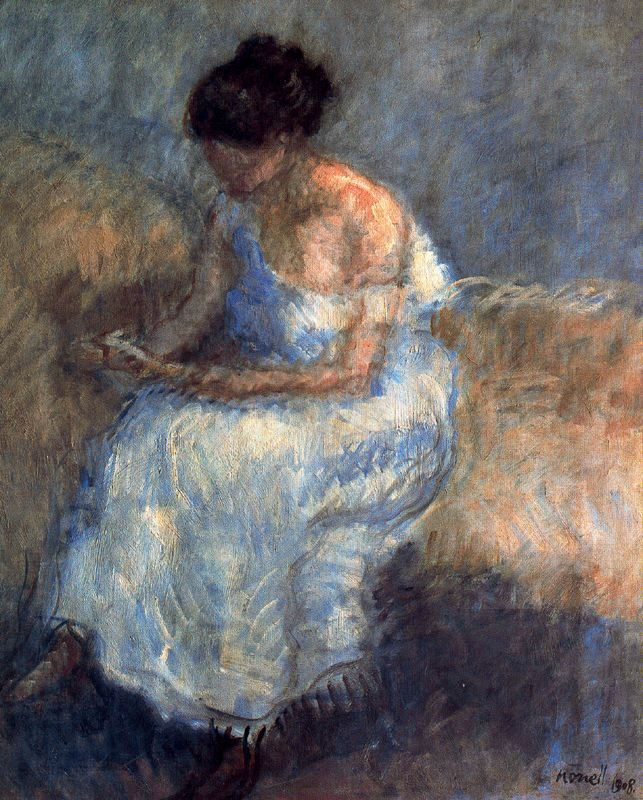
Mujer leyendo (1908)

Hacia 1891 formó un pequeño grupo de paisajistas, cultivando este género en pequeño formato. En 1893 estudió en la Escuela de la Lonja de Barcelona y celebró su primera exposición. En 1894 comenzó a dibujar pequeños cuadros de Cretinos, especialmente cuando se fue, dos años más tarde, con Ricard Canals a Caldas de Bohí. Dedicó este tiempo en Caldas a pintar paisajes y cretinos.
En febrero de 1897 marchó a París con Canals. Allí expuso, compartió estudio con Picasso y realizó sus cuadros sobre las clases sociales más bajas. Volvió a Barcelona en 1900. A partir de 1901 realizó cuadros de figuras femeninas, como gitanas, y bodegones. Mantuvo una relación con la modelo gitana Consuelo, que se convirtió en su musa. Tras el temprano fallecimiento de Consuelo, Nonell siguió pintando a algunas gitanas pero ya entre 1907 y 1910 empezó a retratar a modelos de piel blanca, recuperando su pasión por el color y la sensualidad. En 1910 expuso en Faienç Català.
Fue protagonista de un capítulo de la obra de Eugenio d'Ors titulada La muerte de Isidro Nonell, seguida de otras arbitrariedades y de la Oración á Madona Blanca María (1905), ilustrada por dibujos del propio Nonell.
Murió el 21 de febrero de 1911 en su ciudad natal, a los 38 años de edad, a consecuencia de una fiebre tifoidea.

## Obra

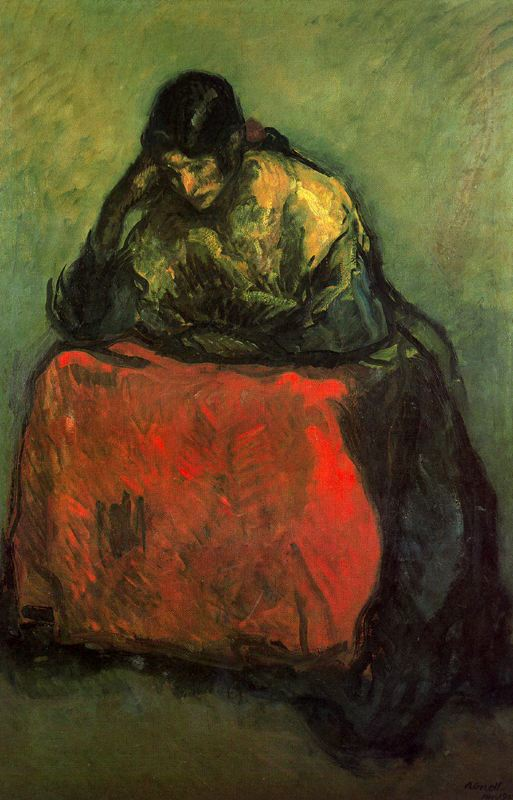
Consuelo (1905)

Marcado por el impresionismo, se le adscribe al modernismo. También se le ha considerado en cierto modo continuador de la visión de la llamada España negra con Regoyos y Solana. De ese capítulo son sus retratos de cretinos y gitanas, mostrando en su miseria y dolor las clases más bajas de la sociedad.

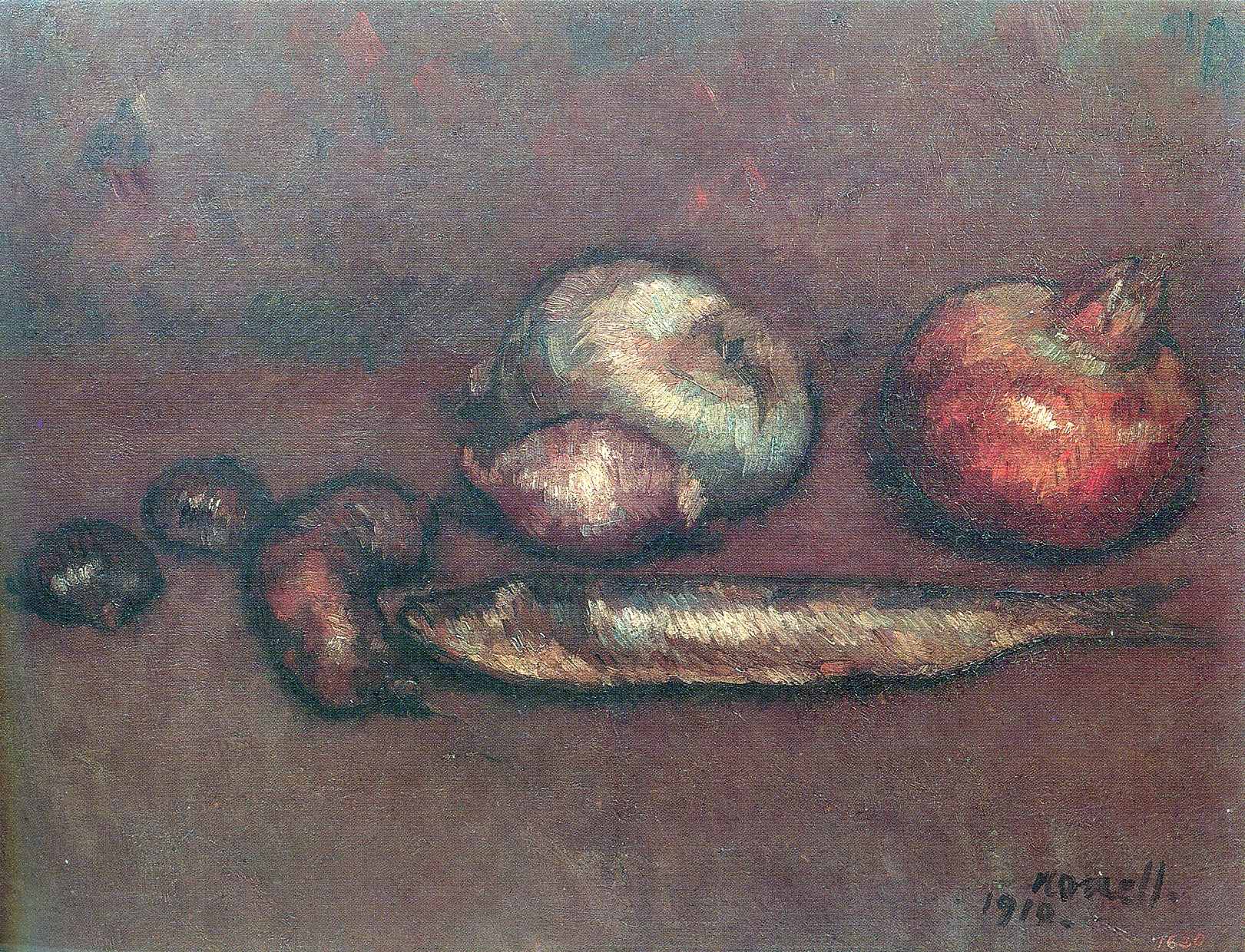
Bodegón (1910). Conservado en la Biblioteca Museo Víctor Balaguer

Admirado por Picasso, fue sin embargo autor de una obra colorida y de pincelada suelta, que abarca desde los tonos oscuros, ocres, marrones hasta los tonos más intensos en sus gitanas, mujeres y bodegones. Su amante Consuelo fue la protagonista de varias de sus obras, como un óleo sobre cartón en el retrató su rostro de perfil u otro sobre tela en el que la modelo aparece sentada y arropada. Este último cuadro, al contrario de la mayoría de sus obras, aparece fechado, posiblemente porque lo realizó el mismo mes del fallecimiento de Consuelo. Estas dos obras pasaron a formar parte del Museo Nacional de Arte de Cataluña.

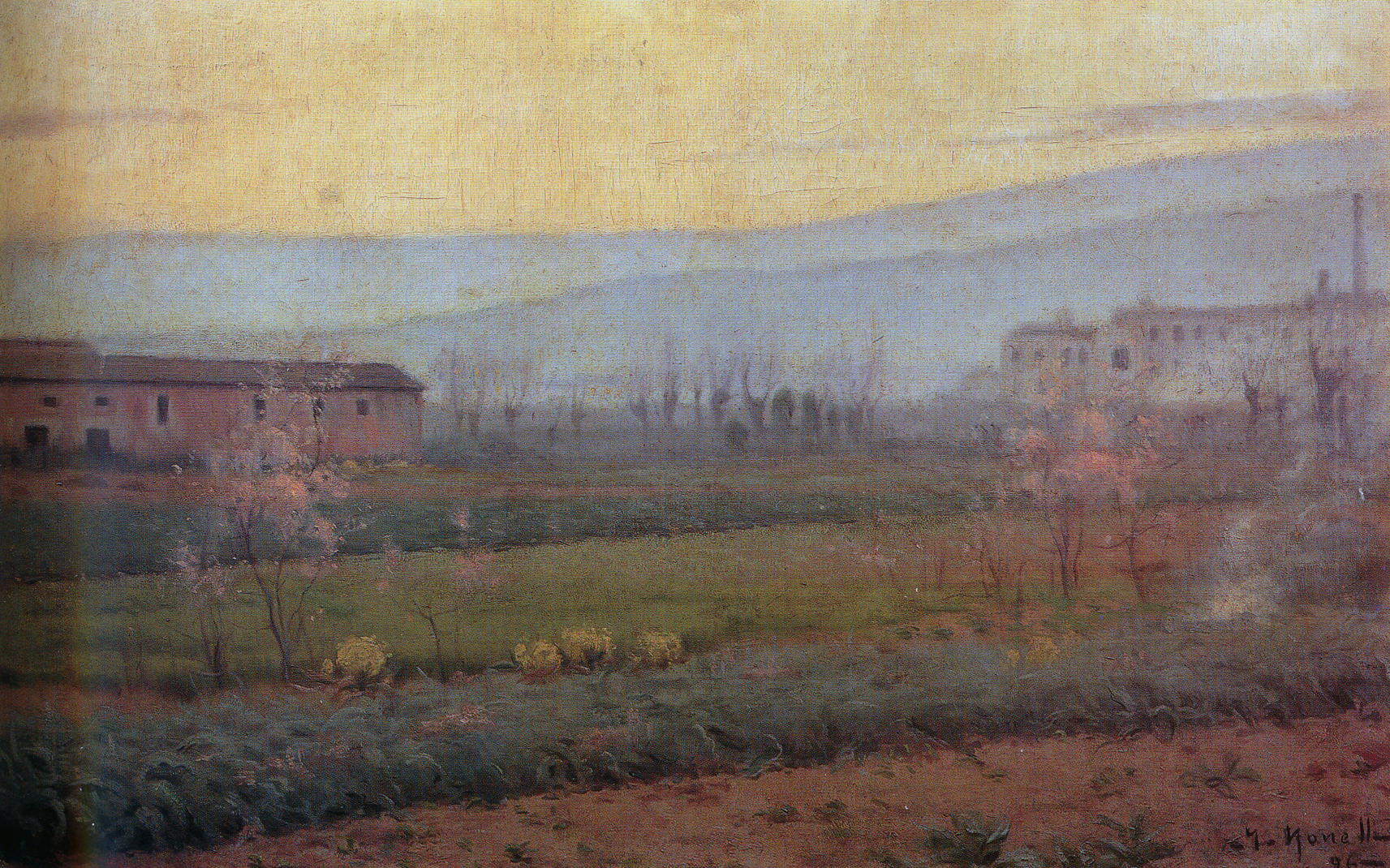
Al atardecer. Sant Martí de Provençals (1896)

También hay que destacar sus dibujos satíricos de la situación social de Cataluña, y sus colaboraciones en revistas como Papitu.
Tiene obra representada en varias importantes pinacotecas, y muy especialmente en el Museo Nacional de Arte de Cataluña.